# Caryanda xuefengshanensis
Caryanda xuefengshanensis är en insektsart som beskrevs av Fu, Peng och Z. Zheng 2002. Caryanda xuefengshanensis ingår i släktet Caryanda och familjen gräshoppor. Inga underarter finns listade i Catalogue of Life.